# Karl 1. af Ungarn
Karl 1., også kendt som Karl Robert (ungarsk: Károly Róbert}; kroatisk: Karlo Robert; slovakisk: Karol I. Róbert), (født 1288, død 16. juli 1342) var konge af Ungarn og Kroatien fra 1308 til 1342. Han var medlem af fyrstehuset Anjou og søn af Karl Martell af Anjou, der var søn af kong Karl 2. af Napoli og Maria af Ungarn, datter af kong Stefan 5. af Ungarn. 